# Павлодарская ТЭЦ-3
Павлода́рская ТЭЦ-3 (каз. Павлодар 3-жылу электр орталығы) — тепловая электростанция (теплоэлектроцентраль) регионального значения. Расположена в казахстанском городе Павлодар, между Павлодарским нефтехимическим и Павлодарским картонно-рубероидным заводами. ТЭЦ является одним из трёх генерирующих предприятий «Павлодарэнерго», принадлежащего в свою очередь АО «Центрально-Азиатская электроэнергетическая корпорация» (ЦАЭК), в состав которой также входит Петропавловская ТЭЦ-2. Выработанная станцией электрическая и тепловая энергия идёт на покрытие нужд предприятий и жилого сектора города.

## История
Павлодарская ТЭЦ-3 была введена в эксплуатацию 2 октября 1972 года. Строительство электростанции было приурочено к формировавшемуся в северной части города промышленному узлу — нефтеперерабатывающий и картонно-рубероидный заводы, химический комбинат (Павлодарский химический завод, ныне АО «Каустик», и завод по производству химического оружия Промышленная площадка № 2 Павлодарского химического завода, ныне АО «Казэнергокабель») и автобаза, для энергоснабжения которых и была построена ТЭЦ-3. В советское время входила в состав районного управления энергетического хозяйства (РУЭХ) «Павлодарэнерго», охватывавшей территорию Павлодарской области. После распада СССР электростанция вошла в состав РГП «Павлодарэнерго». В 1996 году приватизирована — была передана компании CCL Oil Refinery согласно Постановлению Правительства Республики Казахстан за № 663 от 30 мая 1996 года. В 1997 году имущественный комплекс ТЭЦ был куплен холдингом АО «Центрально-Азиатская топливно-энергетическая компания» (ЦАТЭК). В начале 2000-х вошла в состав новообразованного АО «Павлодарэнерго», которое, в свою очередь, в конце 2000 годов вошло в АО «Центрально-Азиатская электроэнергетическая корпорация» (ЦАЭК, английский вариант CAEPCo). Обе компании являются дочерними по отношению к холдингу ЦАТЭК.

## Основные данные
Основные производственные показатели ТЭЦ:
- Установленная электрическая мощность — 555 МВт (2018) [4]
- Располагаемая электрическая мощность — 460 МВт (2014)[5]
- Выработка электроэнергии — 2,64 млрд кВт·ч (2014)[5]
- Установленная тепловая мощность — 808 Гкал/ч

Основной вид топлива, использующийся на станции — каменный уголь Экибастузского бассейна.

## Оборудование
Источник данных: Дукенбаев К. Д. Энергетика Казахстана. Движение к рынку. 1998

### Котлы
| Ст. № | Тип         | Год ввода | Производительность, т/ч | Давление пара, кгс/см² | Температура пара, °C | Наработка, часов |
| ----- | ----------- | --------- | ----------------------- | ---------------------- | -------------------- | ---------------- |
| 1     | БКЗ-420-140 | 1972      | 420                     | 140                    | 560                  | 104 207          |
| 2     | БКЗ-420-140 | 1972      | 420                     | 140                    | 560                  | 114 724          |
| 3     | БКЗ-420-140 | 1973      | 420                     | 140                    | 560                  | 106 245          |
| 4     | БКЗ-420-140 | 1975      | 420                     | 140                    | 560                  | 91 879           |
| 5     | БКЗ-420-140 | 1976      | 420                     | 140                    | 560                  | 96 464           |
| 6     | БКЗ-420-140 | 1977      | 420                     | 140                    | 560                  | 92 254           |
| 1В    | ПТВМ-100    | 1978      | 100 Гкал/час            |                        |                      | 2966             |
| 2В    | ПТВМ-100    | 1979      | 100 Гкал/час            |                        |                      | 1119             |

### Турбины
| Ст. № | Тип             | Год ввода | Мощность, МВт | Давление пара, кгс/см² | Температура пара, °C | Наработка, часов |
| ----- | --------------- | --------- | ------------- | ---------------------- | -------------------- | ---------------- |
| 1     | ПТ-60-130/13    | 1972      | 60            | 130                    | 555                  | 108 403          |
| 2     | Т-6-35          | 1973      | 50            | 130                    | 555                  | 102 347          |
| 3     | Т-100/120-130-3 | 1975      | 110           | 130                    | 555                  | 118 207          |
| 4     | Т-100/120-130-3 | 1976      | 110           | 130                    | 555                  | 122 344          |
| 5     | Т-100/120-130-3 | 1977      | 110           | 130                    | 555                  | 105 506          |

### Генераторы
| Ст. № | Тип       | Мощность, МВт | Напряжение, кВ |
| ----- | --------- | ------------- | -------------- |
| 1     | Д-1500-82 | 60            | 6              |
| 2     | ТФВ-63-2  | 63            | 6,5            |
| 3     | ТФВ-120-2 | 120           | 10,5           |
| 4     | ТФВ-120-2 | 120           | 10,5           |
| 5     | ТФВ-120-2 | 120           | 10,5           |